# Kümmersbruck
Kümmersbruck ist eine Gemeinde im südöstlichen Teil des Oberpfälzer Landkreises Amberg-Sulzbach und zählt zur Metropolregion Nürnberg. Der Ort liegt fünf Kilometer südöstlich von Amberg und wird von der Vils durchflossen, in die im Westen der Krumbach mündet.

## Gemeindegliederung
Es gibt zehn Gemeindeteile (in Klammern der Siedlungstyp):
- Engelsdorf (Dorf)
- Gärmersdorf (Dorf)
- Haidweiher (Weiler)
- Haselmühl (Dorf)
- Köfering (Kirchdorf)
- Kümmersbruck (Pfarrdorf)
- Lengenfeld (Kirchdorf)
- Moos (Dorf)
- Penkhof (Dorf)
- Theuern (Pfarrdorf)

## Geschichte
Kümmersbruck wurde 1114 erstmals erwähnt, der Ortsteil Theuern bereits 1092. Die Ortschaft Kümmersbruck war Teil des Kurfürstentums Bayern und bildete eine geschlossene Hofmark der Herren von Grienagel. Der Name geht offenbar auf den altbairischen Personennamen Chuniprecht zurück, der sich später in einer Schnellsprechform sprachökonomisch zu «kümmer» entwickelte.

### Eingemeindungen
Im Zuge der Gebietsreform in Bayern wurde die Gemeinde Theuern am 1. April 1971 in die Gemeinde Köfering eingemeindet. Am 1. Januar 1972 wurde die Gemeinde Köfering in Kümmersbruck umbenannt und die Gemeinde Gärmersdorf nach Kümmersbruck eingemeindet. In den letzten Jahren stieg die Bevölkerungszahl durch die Ausweisung von Baugebieten stark an. Kümmersbruck ist wegen der Nähe zu Amberg eine begehrte Wohngemeinde. Am 1. September 2015 erfolgte die Auflösung des gemeindefreien Gebiets Hirschwald. Dabei wurde ein Teil in die Gemeinde Kümmersbruck eingegliedert.

### Einwohnerentwicklung
Zwischen 1988 und 2018 wuchs die Gemeinde von 7.755 auf 9.867 um 2.112 Einwohner bzw. um 27,2 %. Am 31. Dezember 2004 hatte die Gemeinde 10.364 Einwohner.

## Politik

### Gemeinderat
Der Gemeinderat hat 20 Mitglieder. Der Erste Bürgermeister ist Vorsitzender des Gemeinderats. Bei der Gemeinderatswahl vom 15. März 2020 haben von den 8127 stimmberechtigten Einwohnern 4722 von ihrem Wahlrecht Gebrauch gemacht, womit die Wahlbeteiligung bei 58,10 % lag.

### Bürgermeister
Bei der Wahl zum Ersten Bürgermeister am 15. März 2020 wurde Roland Strehl (CSU) mit 69,88 % der Stimmen wiedergewählt.

### Wappen
| Wappen Gde. Kümmersbruck | Blasonierung: „In Silber ein springender roter Hirsch, darunter vorne eine rote heraldische Rose.“ |
| Wappen Gde. Kümmersbruck | Wappenbegründung: Der springende rote Hirsch wurde aus dem Wappen der Gemeinde Köfering von 1964 übernommen; er stammt aus dem Wappen der Patrizierfamilie Alhardt, die als Besitzer des Hammers Haselmühl eine wichtige Rolle in der oberpfälzischen Eisenindustrie spielte. Als redendes Bild verweist der Hirsch auch auf den ausgedehnten Forst Hirschwald. Die heraldische Rose stammt aus dem gegenstandslos gewordenen Wappen der Gemeinde Gärmersdorf; sie ist aus dem Familienwappen der Hegner hergeleitet, die als Inhaber des Landsassengutes Moos von 1526 bis 1622 nachweisbar sind. Die Kombination der Bilder versinnbildlicht die neuere Geschichte der Gemeinde Kümmersbruck: Die Gemeinde Gärmersdorf wurde zum 1. Januar 1972 in die Gemeinde Köfering eingegliedert. Diese nahm gleichzeitig den Namen des Hauptortes der künftigen Gemeinde, Kümmersbruck, an. Am 1. April 1971 war schon die Gemeinde Theuern eingemeindet worden. Dieses Wappen wurde 1972 eingeführt. |

### Städtepartnerschaften
Die Gemeinde unterhält seit 1992 eine Städtepartnerschaft mit Holýšov in Tschechien. Seit 2005 findet ein regelmäßiger Jugendaustausch statt.

## Kultur und Sehenswürdigkeiten
1978 richtete der Landkreis in Theuern das Bergbau- und Industriemuseum Ostbayern ein, das Exponate aus der Bergbau- und der Industriegeschichte des ostbayerischen Raumes zeigt.
Am Wasserschloss in Moos sind trotz Barockisierung die Verteidigungsbauten kleinerer Adelssitze im Spätmittelalter erkennbar. Der Wassergraben wurde erst im 20. Jahrhundert trockengelegt. Auf Schloss Moos ließ sich Kurfürst Maximilian nach der Schlacht am Weißen Berg die Stadt Amberg übergeben.

## Wirtschaft und Infrastruktur

### Wirtschaft
Der Automobilzulieferer Grammer ist ein großer Arbeitgeber. Seit 1997 verfügt Kümmersbruck über die ambulante Rehabilitationseinrichtung und Fitnessanlage MEDIFIT, ein Unternehmen der Merkl Medisport GmbH. Das Seniorenwohnheim der AWO Antonius hat 102 stationäre Pflegeplätze.

### Arbeitsplätze
2017 gab es in der Gemeinde 2854 sozialversicherungspflichtige Arbeitsplätze. Von der Wohnbevölkerung standen 4347 Personen in einem versicherungspflichtigen Beschäftigungsverhältnis. Damit war die Zahl der Auspendler um 1493 Personen größer als die der Einpendler. 130 Einwohner waren arbeitslos.

### Sport
In der Gabelsberger Straße befindet sich ein Hallenbad mit 25-m-Sportbecken und separatem Nichtschwimmerbecken.

### Landwirtschaft
2016 gab es 42 landwirtschaftliche Betriebe; von der Gemeindefläche waren 1631 Hektar landwirtschaftlich genutzt.

### Verkehr
In Nord-Süd-Richtung verläuft die Staatsstraße 2165 durch die Gemeinde Kümmersbruck, mit der ein Anschluss an die A 6, Auffahrt Amberg-Süd, besteht. Im nordöstlichen Gemeindegebiet wird Kümmersbruck von der Bundesstraße 85 berührt.
Im öffentlichen Personennahverkehr wird Kümmersbruck vom Stadtbus (Citybus) der Linie 409 und von verschiedenen Buslinien des RBO-Unternehmens bedient.
Kümmersbruck besaß von 1910 bis 1985 durch die Bahnhöfe Haselmühl und Theuern sowie den Haltepunkt Lengenfeld einen Anschluss an die Bahnstrecke Amberg–Schmidmühlen. Das Gleisbett wurde als Radweg zur Naherholung umgebaut.

### Bildung
In der Gemeinde gibt es
- fünf Kindertageseinrichtungen mit zusammen 402 genehmigten Plätzen und 415 Kindern (Stand 1. März 2020)
- die Grundschule Kümmersbruck mit 14 Lehrkräften und 304 Schülern (Schuljahr 2018/19)[14]
- die Mittelschule Kümmersbruck mit 20 Lehrkräften und 227 Schülern (Schuljahr 2018/19)[15]

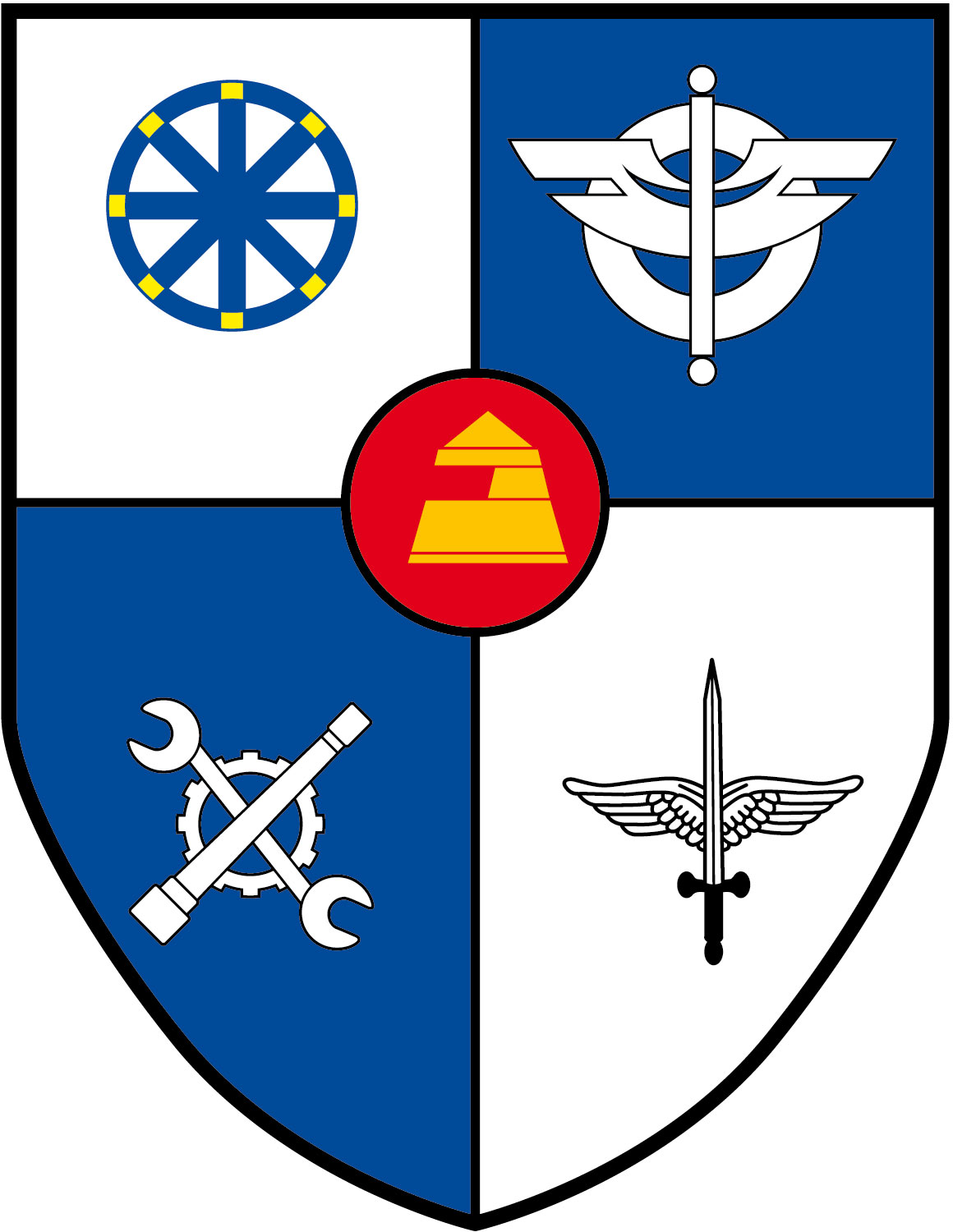
Wappen des Logistikbataillons 472

- eine Rhythmus- und Gesangsgruppe[16]

## Bundeswehr
Seit 1960 befindet sich in der Gemeinde die Schweppermann-Kaserne (benannt nach Seyfried Schweppermann) der Bundeswehr.

1992 wurde das Panzerbataillon 124 und 1994 das Panzerbataillon 123, beides Verbände der Panzerbrigade 12, aufgelöst.
Heute ist die Kaserne der Standort des Logistikbataillon 472 der Bundeswehr, das aus dem Gebirgstransportbataillon 83 (seit 1994 in Kümmersbruck) hervorgegangen ist, sowie weiterer Truppenteile wie einem Sanitätsunterstützungszentrum und Sanitätsversorgungszentrum sowie einem Kraftfahrausbildungszentrums, die alle zum Unterstützungsbereich der Bundeswehr gehören.

## Persönlichkeiten

### Söhne und Töchter des Ortes
- Erich Hiltl (1932–2020), Chorleiter
- Andreas Schillinger (* 1983), Radrennfahrer

### Personen mit Bezug zum Ort
- Georg Grammer (1931–2005), Unternehmer
- Harald Schwartz (* 1969), Politiker (MdL)